# Antti
Antti is de Finse variant van de jongensnaam Andreas.

## Bekende naamdragers
- Antti Autti, Fins snowboarder
- Antti Hammarberg, Fins musiker
- Antti Kasvio, Fins zwemmer
- Antti Niemi, Fins voetballer
- Antti Sumiala, Fins voetballer
- Antti Tulenheimo, Fins politicus

## Antti als achternaam
- Gerda Antti, Zweeds schrijfster